# Bom Lugar
Bom Lugar é um município brasileiro do estado do Maranhão. Localiza-se na microrregião do Médio Mearim, mesorregião do Centro Maranhense. Sua população foi estimada em 12.212 habitantes, conforme dados do IBGE de 2022.

## História
Em meados do século XX, a região Nordeste do Brasil passou por um longo período de estiagem, o que provocou um intenso deslocamento de famílias nordestinas em busca de um lugar onde pudessem se refugiar dos males causados pela escassez de água, entre eles a fome. É neste contexto que o Maranhão serve de base para os retirantes nordestinos e suas famílias se refugiarem da seca. Os retirantes também contaram com o apoio político de alguns coronéis, que estavam interessados em promover o povoamento e o desenvolvimento de suas áreas de dominação.
Esse é o cenário de origem do núcleo populacional que deu origem ao povoado Cabeça Dantas, posteriormente denominado Bom Lugar. Segundo relatos, o local recebeu uma família de retirantes vinda do Piauí, fugindo da seca e que ao chegarem à região constataram logo que as terras eram devolutas, procuraram o chefe local para se estabelecerem na região e vendo que as terras eram férteis, a chamaram de Bom Lugar, nome pelo qual o pequeno vilarejo passou a ser chamado.
A história política de Bom Lugar tem início no ano de 1994, com a campanha pelo plebiscito, movimento político emancipatório. Esse movimento de início não teve a aceitação dos moradores das áreas adjacentes por estar associado a interesses de partidários ligados ao grupo de políticos de Bacabal que tinha interesses em se estabelecer no novo município. O movimento foi ganhando simpatizantes e foi realizado no dia 19 de abril de 1994, a consulta popular, saindo vencedora a proposta de criação do município.
Elevado à categoria de município com a denominação de Bom Lugar, pela lei estadual nº 6.145 de 10 de novembro de 1994 sendo instalado município em 01 de janeiro de 1997, com sede no povoado de Bom Lugar, desmembrado do município de Bacabal.

## Geografia
O território do município de Bom Lugar é de 445,171 quilômetros quadrados, o que coloca  na posição 175 dentre as 217 cidades do estado do Maranhão.
Demografia
De acordo com o Censo Demográfico de 2022, a população era de 12.212 habitantes e a densidade demográfica era de 27,43 habitantes por quilômetro quadrado. Comparando-se com outros municípios do estado do Maranhão, ficava nas posições 147 e 59 de 217. Já a população estimada para 2024 era de 12.414 pessoas.
Economia
Em 2021, o PIB per capita do município de Bom Lugar era de R$ 7.116,84. Comparando-se com outros municípios do estado do Maranhão, ficava na posição 183 de 217. Já o percentual de receitas externas em 2023 era de 94,55%, o que o colocava na posição 90 de 217.
| PIB per capita [2021]                                                                           | 7.116,84 R$      |
| Índice de Desenvolvimento Humano Municipal (IDHM) [2010]                                        | 0,562            |
| Total de receitas brutas realizadas [2023]                                                      | 71.785.455,07 R$ |
| Transferências correntes (Percentual em relação às receitas correntes brutas realizadas) [2023] | 94,55 %          |
| Total de despesas brutas empenhadas [2023]                                                      | 66.163.273,73 R$ |

Fonte: IBGE
| Salário médio mensal dos trabalhadores formais [2022]                                             | 2,0 salários mínimos |
| Pessoal ocupado [2022]                                                                            | 1.068 pessoas        |
| População ocupada [2022]                                                                          | 8,75 %               |
| Percentual da população com rendimento nominal mensal per capita de até 1/2 salário mínimo [2010] | 56,8 %               |

Fonte: IBGE
Educação
Em 2010, a taxa de escolarização de 6 a 14 anos de idade do município Bom Lugar era de 94,3%. Comparando-se com outros municípios do estado de Maranhão, ficava na posição 191 de 217. Já o Índice de Desenvolvimento de Educação Básica (IDEB), no ano de 2023, para os anos iniciais do ensino fundamental na rede pública era 5,8 e para os anos finais, 4,9.
| Taxa de escolarização de 6 a 14 anos de idade [2010]             | 94,3 %           |
| IDEB – Anos iniciais do ensino fundamental (Rede pública) [2023] | 5,8              |
| IDEB – Anos finais do ensino fundamental (Rede pública) [2023]   | 4,9              |
| Matrículas no ensino fundamental [2023]                          | 1.678 matrículas |
| Matrículas no ensino médio [2023]                                | 406 matrículas   |
| Docentes no ensino fundamental [2023]                            | 149 docentes     |
| Docentes no ensino médio [2023]                                  | 23 docentes      |
| Número de estabelecimentos de ensino fundamental [2023]          | 17 escolas       |
| Número de estabelecimentos de ensino médio [2023]                | 1 escolas        |

Fonte: IBGE